# 오리나무
오리나무는 산과 개울가에서 주로 자라는 낙엽교목으로 높이는 20m에 이른다. 오리나무라는 이름은 이 나무를 길가에 이정표 삼아 5리(五里)마다 심었던 데서 유래했다. 잎은 타원형이며 가장자리에 잔톱니가 나 있다. 봄에 암꽃과 수꽃이 따로 달리는데 암꽃은 긴 달걀 모양으로 생겼고, 수꽃은 고양이 꼬리 모양의 미상꽃차례를 이룬다. 열매는 작은 솔방울 모양인 단단한 구과로 발달한다. 구과에는 씨가 들어 있으며 씨가 흩어지고 나면 검게 변해 겨우내 가지에 달려 있다. 뿌리에는 뿌리혹박테리아가 공생해서 척박한 토양에서도 잘자라고 거친 토양을 기름지게 만든다.  오리나무 목재는 나뭇결이 촘촘하고 단단하다. 처음에 절단하면 단면이 흰색이지만 공기 중에 노출되면 점차 붉은색으로 변한다.

## 쓰임새
잎과 나무껍질은 열과 장염을 치료하는데, 나무껍질은 가죽을 무두질하는 데 사용되며 채색에 이용되는 색소를 함유하고 있다. 목재는 나막신, 악기, 그릇 등을 만들고 특히, 안동의 하회탈을 만드는 재목으로 사용되었다.